# 오사토정
오사토정(일본어: 大郷町)은 일본 미야기현 중부에 있는 구로카와군의 정이다.

## 지리
미야기현의 거의 중앙에 위치한 정이다. 정의 중앙을 요시다강이 동서로 흐르고 강을 따라서 논밭이 펼쳐진다. 남북은 구릉이 펼쳐지고 북쪽은 오마쓰자와 구릉, 남쪽은 마쓰시마 구릉이다.

## 역사
- 1954년 7월 1일 - 오야촌, 가스카와촌, 오마쓰자와촌이 합병해 오사토촌이 성립하였다.
- 1959년 4월 1일 - 정으로 승격하였다.

## 인구
| 연도 | 인구   | ±%     |
| ---- | ------ | ------ |
| 1920 | 8,225  | —      |
| 1930 | 9,352  | +13.7% |
| 1940 | 10,141 | +8.4%  |
| 1950 | 13,049 | +28.7% |
| 1960 | 12,286 | −5.8%  |
| 1970 | 10,072 | −18.0% |
| 1980 | 10,172 | +1.0%  |
| 1990 | 10,426 | +2.5%  |
| 2000 | 9,768  | −6.3%  |
| 2010 | 8,927  | −8.6%  |